# Сонячна долина (Німеччина)

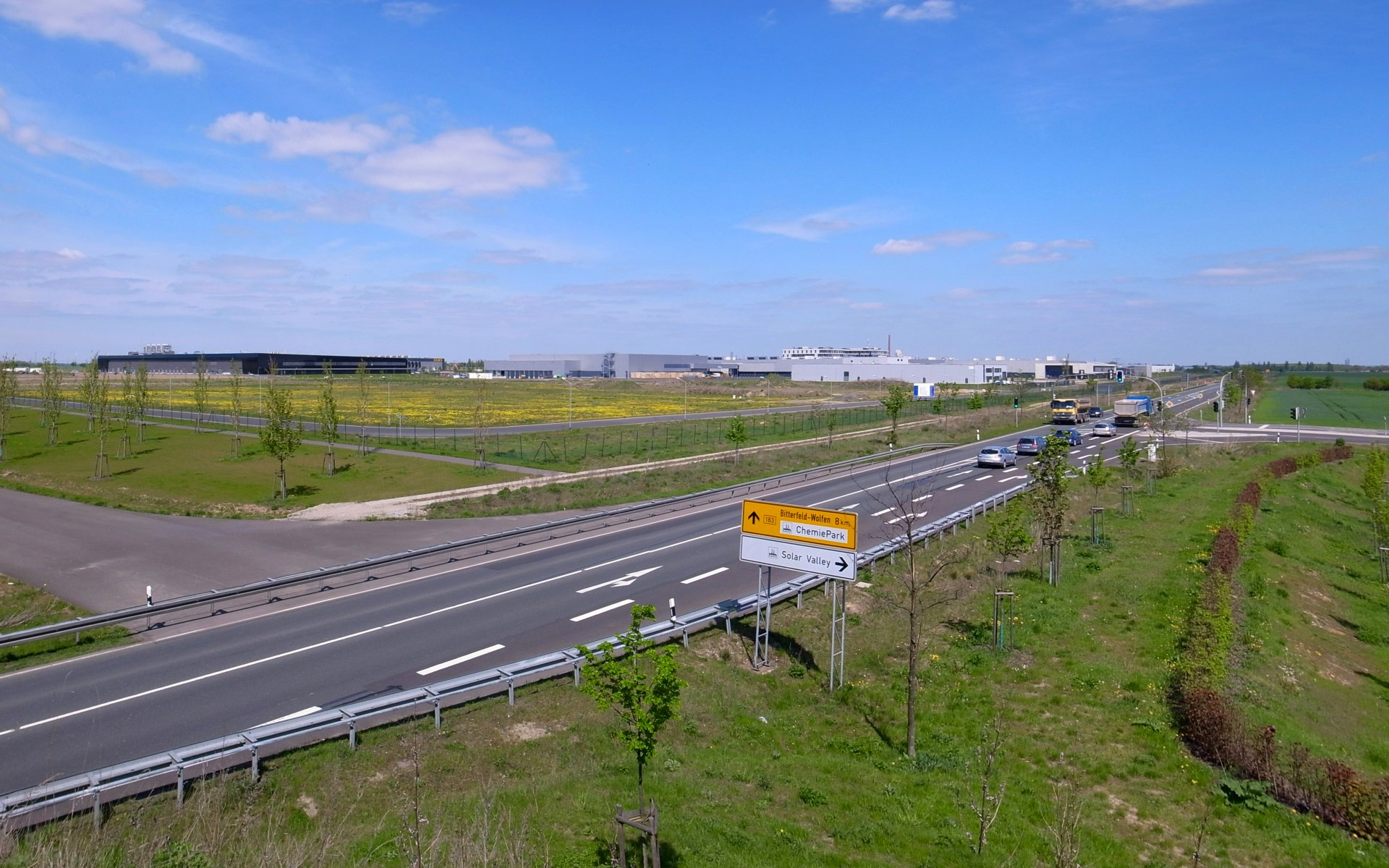
Сонячна долина, Тальгаймі, Біттерфельд-Вольфен

51°38′30″ пн. ш. 12°13′20″ сх. д. / 51.6417° пн. ш. 12.2222° сх. д.
Сонячна долина (нім. Solar Valley) — промислова зона в районі Тальхайму в місті Біттерфельд-Вольфен в районі Ангальт-Біттерфельд називається Сонячною долиною. Вона розташована недалеко від автомагістралі A 9 та аеропорту Лейпциг/Галле.
Її не слід плутати з однойменною китайською Сонячною Долиною (中国太阳谷) у Дечжоу, Шаньдун.
Виробничі та складські приміщення різних компаній фотоелектричної промисловості знаходяться або були на головній вулиці, відомій як Sonnenallee: Hanwha Q-Cells (раніше Q-Cells), Calyxo, Sontor, Solibro, Sovello (раніше EverQ), CSG Solar та Meyer Burger Technology. Q-Cells володіла різними долями пакетів акцій у цих компаніях. Компанії CSG Solar, Sovello та Sontor припинили діяльність. Після злиття Sontor недовго (2009) працювала як Sunfilm, але потім збанкрутувала. Під управлінням Wilms Group, діяльність була відновлена як Sontor. Solibro є частиною китайської Hanergy Group з 2012 року. Для CSG Solar і Sovello не вдалося отримати жодного інвестора. З 2021 року колишні приміщення Sovello були використані Meyer Burger Technology для виробництва фотоелектричних комірок (400 МВт). Q-Cells виробляє та продає сонячні елементи та модулі на основі пластин кристалічного кремнію. Sovello спеціалізується на сонячних батареях, виготовлених із пластин за допомогою процесу «струна-стрічка». Calyxo, Sontor, Solibro і CSG Solar є або були постачальниками різних тонкоплівкових технологій. Точніше телуриду кадмію, тандемних елементів з мікрокристалічного та аморфного тонкоплівкового кремнію, CIGS і технологія «Кристалічний кремній на склі», розроблена в Австралії за спеціальною схемою підключення. Процес дав назву компанії CSG Solar.
Іноді в Сонячній долині працювало понад 3000 людей. Через посилення конкуренції з Азії Q-Cells у 2012 році оголосила про банкрутство своєї дочірньої компанії Solibro and Sovello. Тим часом Solibro було передано китайській енергетичній компанії Hanergy.
Q-Cells було продано південнокорейській компанії Hanwha.